# I Am a Killer
I Am a Killer (en español, Soy un asesino) es una serie de Netflix y Crime+Investigation UK que presenta entrevistas con presos condenados a muerte. La segunda temporada, se emitió en el Reino Unido en 2019 y se emitió internacionalmente en Netflix desde el 31 de enero de 2020. El 30 de agosto de 2022, la temporada 3 se emitió en Netflix en los Estados Unidos. Se lanzó una cuarta temporada el 21 de diciembre de 2022 en Netflix.

## Episodios
| Temporada | Temporada | Episodios | Episodios | Lanzamiento original    | Lanzamiento original    |
| --------- | --------- | --------- | --------- | ----------------------- | ----------------------- |
|           | 1         | 10        | 10        | 3 de agosto de 2018     | 3 de agosto de 2018     |
|           | 2         | 10        | 10        | 31 de enero de 2020     | 31 de enero de 2020     |
|           | 3         | 6         | 6         | 30 de agosto de 2022    | 30 de agosto de 2022    |
|           | 4         | 6         | 6         | 21 de diciembre de 2022 | 21 de diciembre de 2022 |

## Temporada 1 (2018)
| N.º en serie | N.º en temp. | Título                          | Título original                 | Fecha de lanzamiento original |
| ------------ | ------------ | ------------------------------- | ------------------------------- | ----------------------------- |
| 1            | 1            | «Medios para un fin»            | «Means to an End»               | 3 de agosto de 2018           |
| 2            | 2            | «Asesino a los ojos de la ley»  | «Killer in the Eyes of the Law» | 3 de agosto de 2018           |
| 3            | 3            | «El ruiseñor»                   | «The Mockingbird»               | 3 de agosto de 2018           |
| 4            | 4            | «Simpatía por el diablo»        | «Sympathy for the Devil»        | 3 de agosto de 2018           |
| 5            | 5            | «Mal intencionado»              | «Intended Evil»                 | 3 de agosto de 2018           |
| 6            | 6            | «Declarado competente»          | «Declared Competent»            | 3 de agosto de 2018           |
| 7            | 7            | «Asunto de familia»             | «Family Affair»                 | 3 de agosto de 2018           |
| 8            | 8            | «Cazado»                        | «Hunted»                        | 3 de agosto de 2018           |
| 9            | 9            | «Vivir con las consecuencias»   | «Living with the Consequences»  | 3 de agosto de 2018           |
| 10           | 10           | «Una cuestión de vida y muerte» | «A Matter of Life and Death»    | 3 de agosto de 2018           |

## Temporada 2 (2020)
| N.º en serie | N.º en temp. | Título                   | Título original        | Fecha de lanzamiento original |
| ------------ | ------------ | ------------------------ | ---------------------- | ----------------------------- |
| 11           | 1            | «En sus manos»           | «In Her Hands»         | 31 de enero de 2020           |
| 12           | 2            | «Exceso»                 | «Overkill»             | 31 de enero de 2020           |
| 13           | 3            | «Un chico ordinario»     | «An Ordinary Boy»      | 31 de enero de 2020           |
| 14           | 4            | «Atrapado»               | «Trapped»              | 31 de enero de 2020           |
| 15           | 5            | «Honorables intenciones» | «Honorable Intentions» | 31 de enero de 2020           |
| 16           | 6            | «Piro Joe»               | «Pyro Joe»             | 31 de enero de 2020           |
| 17           | 7            | «Poseerlo»               | «Owning It»            | 31 de enero de 2020           |
| 18           | 8            | «Cruzando la línea»      | «Crossing The Line»    | 31 de enero de 2020           |
| 19           | 9            | «Una orden silenciosa»   | «A Silent Order»       | 31 de enero de 2020           |
| 20           | 10           | «Algo horrible»          | «Something Hideous»    | 31 de enero de 2020           |

## Temporada 3 (2022)
| N.º en serie | N.º en temp. | Título                    | Título original         | Fecha de lanzamiento original |
| ------------ | ------------ | ------------------------- | ----------------------- | ----------------------------- |
| 21           | 1            | «Una cuestión de lealtad» | «A Question of Loyalty» | 30 de agosto de 2022          |
| 22           | 2            | «Alguien más»             | «Someone Else»          | 30 de agosto de 2022          |
| 23           | 3            | «Historia que se repite»  | «History Repeating»     | 30 de agosto de 2022          |
| 24           | 4            | «Apagón»                  | «Blackout»              | 30 de agosto de 2022          |
| 25           | 5            | «Tirar los dados»         | «Rolling the Dice»      | 30 de agosto de 2022          |
| 26           | 6            | «Un mal día»              | «A Bad Day»             | 30 de agosto de 2022          |

## Temporada 4 (2022)
| N.º en serie | N.º en temp. | Título                  | Título original     | Fecha de lanzamiento original |
| ------------ | ------------ | ----------------------- | ------------------- | ----------------------------- |
| 27           | 1            | «Asuntos familiares»    | «Family Matters»    | 21 de diciembre de 2022       |
| 28           | 2            | «El amor de una madre»  | «A Mother's Love»   | 21 de diciembre de 2022       |
| 29           | 3            | «Hora de servir»        | «Serving Time»      | 21 de diciembre de 2022       |
| 30           | 4            | «La sombra de un padre» | «A Father's Shadow» | 21 de diciembre de 2022       |
| 31           | 5            | «El hombre del saco»    | «The Bogeyman»      | 21 de diciembre de 2022       |
| 32           | 6            | «Fuego amigo»           | «Friendly Fire»     | 21 de diciembre de 2022       |